# Forsterocoris bisinuatus
Forsterocoris bisinuatus är en insektsart som beskrevs av Woodward 1953. Forsterocoris bisinuatus ingår i släktet Forsterocoris och familjen Rhyparochromidae. Inga underarter finns listade i Catalogue of Life.